# جین کمبل
جین کمبل (انگلیسی: Gene Campbell; ۱۷ اوت ۱۹۳۲ – ۸ آوریل ۲۰۱۳) بازیکن هاکی روی یخ اهل ایالات متحده آمریکا بود.